# Jana Fett
Jana Fett (pronúncia croata: [jâna fêt, jǎː-]; nascida em 2 de novembro de 1996) é uma tenista profissional croata. 
Em 30 de outubro de 2017, Fett alcançou sua melhor classificação de simples, número 97 do mundo, e em 21 de maio de 2018, ela alcançou sua melhor classificação de duplas, número 348. Fett ganhou sete títulos de simples e cinco de duplas no Circuito Feminino da ITF.

## Carreira
No Circuito ITF Júnior, Fett teve uma classificação mais alta na carreira, no 12º lugar, alcançada em 24 de fevereiro de 2014. Ela foi vice-campeã no evento individual feminino do Australian Open de 2014, onde caiu para Elizaveta Kulichkova na final em sets diretos.
O maior título de Fett até então foi no Dunlop World Challenge [en] de 2015, onde conquistou o título de simples, derrotando Luksika Kumkhum na final em jogo de três sets.
No Hobart International de 2017, ela se qualificou para sua primeira participação na chave principal de um torneio WTA. Ela então perdeu para a eventual campeã e também vinda da qualificatória, Elise Mertens em sets diretos. No final do ano, ela alcançou sua segunda semifinal WTA no Aberto Feminino do Japão, novamente passando pela qualificatória, ao mesmo tempo que marcou sua primeira vitória sobre uma jogadora top 20 e "cabeça de chave" Kristina Mladenovic. Em seguida, ela perdeu para a também vinda da qualificada Miyu Kato [en] depois de não conseguir converter um match point. Ela fez sua estreia no top 100 após esse sucesso.
No Australian Open de 2018, Fett participou pela primeira vez na chave principal de um Grand Slam como participante direta. Ela jogou na segunda rodada contra a segunda cabeça de chave Caroline Wozniacki e teve dois matchpoints, liderando por 40/15 em 5–1 no terceiro set. No entanto, ela perdeu aquele game e os cinco games consecutivos, perdendo a partida.
Fett se qualificou para a chave principal do Torneio de Wimbledon de 2022 após três anos de ausência no All England Club, onde sofreu uma derrota contundente, para a então número 1 do mundo, Iga Świątek em sets diretos.
Em novembro de 2023, Fett chegou à final do Dow Tennis Classic a qual perdeu para Anna Kalinskaya em sets diretos.

## Finais Juniores do Grand Slam

### Simples
| Resultado   | Ano  | Torneio         | Piso | Oponene              | Placar   |
| ----------- | ---- | --------------- | ---- | -------------------- | -------- |
| Vice-campeã | 2014 | Australian Open | Duro | Elizaveta Kulichkova | 2–6, 1–6 |

## Finais do ITF

### Simples: 7 (5–2)
| Legenda           |
| ----------------- |
| $100,000 torneios |
| $75,000 torneios  |
| $50,000 torneios  |
| $25,000 torneios  |
| $15,000 torneios  |
| $10,000 torneios  |

| Finais por piso |
| --------------- |
| Duro (3–1)      |
| Saibro (1–1)    |
| Grama (0–0)     |
| Carpete (1–0)   |

| Resultado   | N° | Data                   | Torneio                   | Piso    | Oponente           | Placar        |
| ----------- | -- | ---------------------- | ------------------------- | ------- | ------------------ | ------------- |
| Campeã      | 1. | 25 de agosto de 2014   | Ostrava, República Checa  | Saibro  | Lenka Kuncíková    | 6–4, 6–3      |
| Vice-campeã | 1. | 8 de setembro de 2014  | Bol [en], Croácia         | Saibro  | Iva Mekovec        | 4–6, 1–6      |
| Campeã      | 2. | 22 de dezembro de 2014 | Istanbul, Turquia         | Duro    | Olga Ianchuk       | 6–2, 6–4      |
| Campeã      | 3. | 6 de abril de 2015     | Dijon, França             | Duro    | Marianna Zakarlyuk | 6–3, 6–4      |
| Vice-campeã | 2. | 26 de outubro de 2015  | Istanbul, Turquia         | Duro    | Ivana Jorovic      | 3–6, 5–7      |
| Campeã      | 4. | 2 de novembro de 2015  | Loughborough, Reino Unido | Duro    | Cristiana Ferrando | 6–2, 6–1      |
| Campeã      | 5. | 29 de novembro de 2015 | Toyota [en], Japão        | Carpete | Luksika Kumkhum    | 6–4, 4–6, 6–4 |

### Duplas: 8 (5–3)
| Legenda           |
| ----------------- |
| $100,000 torneios |
| $75,000 torneios  |
| $50,000 torneios  |
| $25,000 torneios  |
| $15,000 torneios  |
| $10,000 torneios  |

| Finais por piso |
| --------------- |
| Duro (3–2)      |
| Saibro (1–1)    |
| Grama (0–0)     |
| Carpete (1–0)   |

| Resultado    | N° | Data                   | Torneios               | Piso    | Companheira           | Oponentes                           | Placar                 |
| ------------ | -- | ---------------------- | ---------------------- | ------- | --------------------- | ----------------------------------- | ---------------------- |
| Vice-campeãs | 1. | 14 de abril de 2013    | Bol [en], Croácia      | Saibro  | Bernarda Pera         | Barbora Krejcíková Polina Leykina   | 3–6, 3–6               |
| Campeãs      | 1. | 31 de março de 2014    | Sharm el-Sheikh, Egito | Duro    | Oleksandra Korashvili | Ola Abou Zekry Mayar Sherif         | 6–4, 7–5               |
| Campeãs      | 2. | 18 de agosto de 2014   | Vinkovci [en], Croácia | Saibro  | Adrijana Lekaj        | Lilla Barzó Ágnes Bukta             | 6–3, 7–5               |
| Campeãs      | 3. | 22 de dezembro de 2014 | Istanbul, Turquia      | Duro    | Adrijana Lekaj        | Ayla Aksu Ipek Soylu                | 6–3, 6–4               |
| Vice-campeãs | 2. | 16 de março de 2015    | Oslo, Noruega          | Duro    | Adrijana Lekaj        | Justyna Jegiolka Eva Wacanno        | 1–6, 1–6               |
| Vice-campeãs | 3. | 31 de outubro de 2015  | Istanbul, Turquia      | Duro    | Cristina Dinu         | Basak Eraydin Polina Leykina        | 5–7, 7–6(7–2), [5–10]  |
| Campeãs      | 4. | 23 de outubro de 2016  | Hamamatsu, Japão       | Carpete | Ayaka Okuno           | Hsu Chieh-yu Justyna Jegiolka       | 4–6, 7–6(7–5), [12–10] |
| Campeãs      | 5. | 11 de maio de 2019     | Monzón, Espanha        | Duro    | Dalma Gálfi           | Nina Stojanovic Despina Papamichail | 7–6(7–2), 6-2          |